# Kinsman (Illinois)
Kinsman – wieś w Stanach Zjednoczonych, w stanie Illinois, w hrabstwie Grundy. Zgodnie ze spisem statystycznym z 2000 roku, miasto liczyło 109 mieszkańców.